# 降水雲
降水雲（こうすいうん、ラテン語学術名:praecipitatio、略号:pra）は、雲の分類において部分的に特徴のある雲（副変種）の1つ。雲から降水が落下し地表に到達したもの。
雲の下から灰色や黒っぽい色のすじが垂れ下がったように見える。遠くの雲や厚く雲底が暗い雲では、もやもやとした塊が雲底から地上まで続いて見えることもある。空気が乾燥しているとき、垂れ下がる降水雲のすじは途中で蒸発して先細った形になることがある。これが地上に達しなければ尾流雲となる。降水条（こうすいじょう, fall streaks）とも言う。
雨、雪、霰などの降水に伴うもの。当然、降水雲の下では雨や雪などが降っている。高層雲、乱層雲、層積雲、層雲では一様に断続的あるいは連続的に降る降水、積雲や積乱雲では強度変化の大きいしゅう雨性の降水。
十種雲形（類、基本形）のうち、主に高層雲、乱層雲、層積雲、層雲、積雲、積乱雲にみられる。乱層雲や積乱雲では、ほとんどに降水雲がみられる。層積雲では稀で降水強度も弱い。
ラテン語"praecipitatio"は落下（断崖を下る）を意味する。なお、"precipitation"は英語で降水の意味。
虹はまさに、観察者がいる地点では降水がほとんど無く、太陽と逆方向に降水雲があるときに見られる現象である。

## ギャラリー

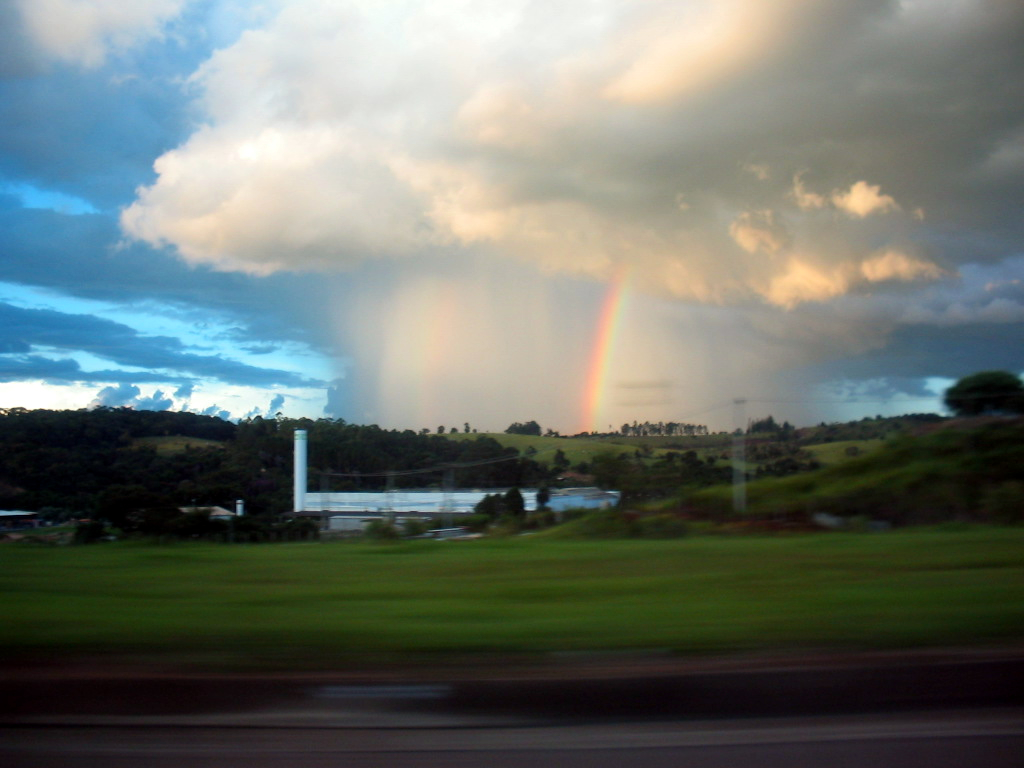
降水雲。虹が架かっている
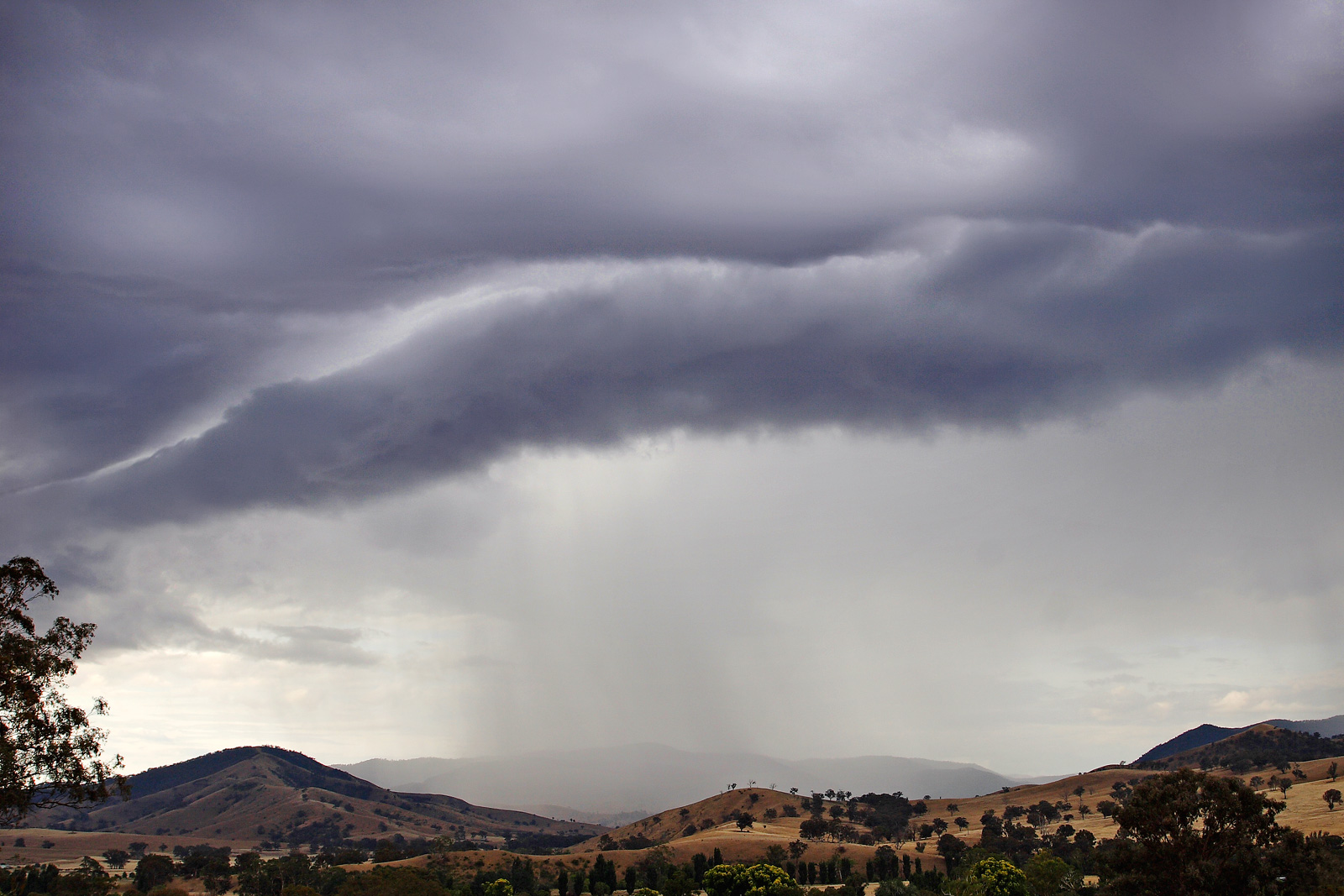
山地での降水雲
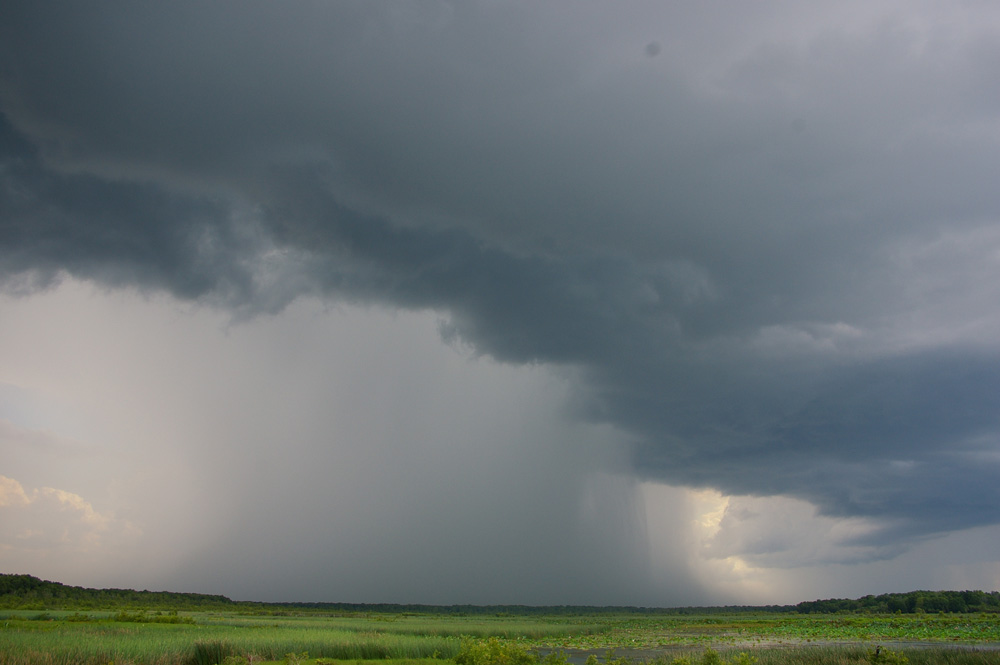
平原での灰色の降水雲
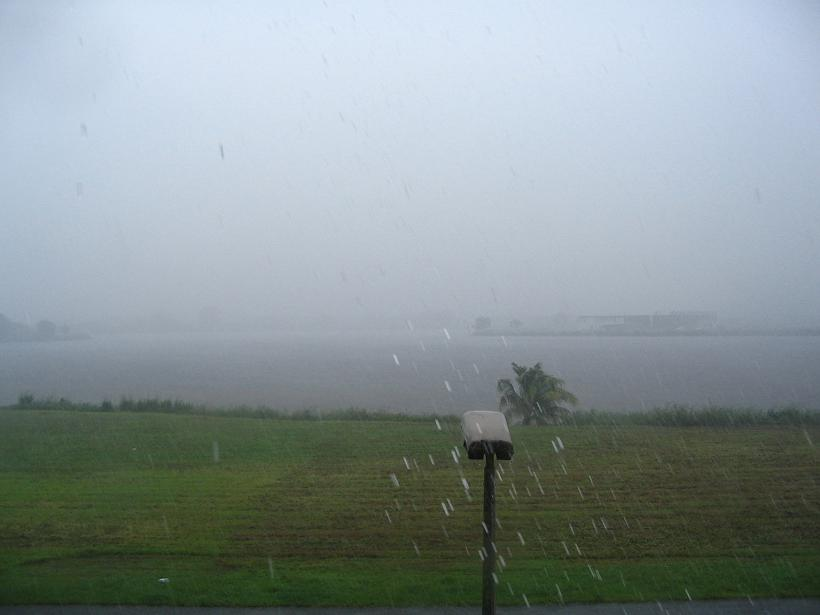
海辺の白い降水雲
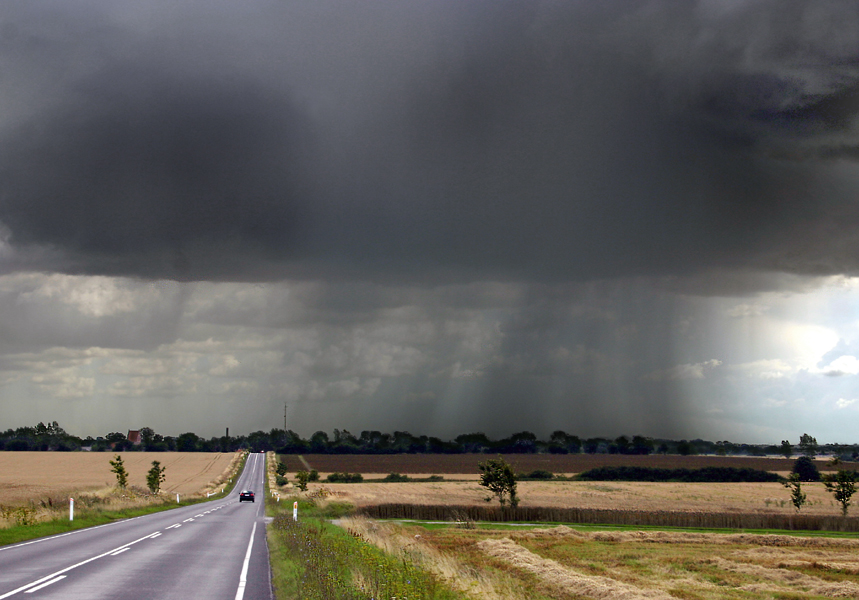
平原を横切る黒い降水雲